# Phragmipedium vittatum
Espèce
Statut de conservation UICN

 LC  : Préoccupation mineure
Statut CITES
Phragmipedium vittatum est une espèce d'orchidées du genre Phragmipedium originaire du Brésil.